# Stróżewo (województwo wielkopolskie)
Stróżewo – wieś w Polsce położona w województwie wielkopolskim, w powiecie chodzieskim, w gminie Chodzież.

## Historia
Miejscowość pierwotnie związana była z Wielkopolską. Istnieje co najmniej od połowy XV wieku. Wymieniona została w 1466 według kopii XVI wieku jako „Stroschewo”, 1486 „Strozewo”.
Wieś ma być może wcześniejszą metrykę niż zachowane o niej archiwalne zapisy. Archeolodzy odkryli na torfowisku w jej bezpośrednim sąsiedztwie resztki łodzi drewnianej z nieokreślonego czasu.
Miejscowość pierwotnie była własnością szlachecką należącą do wielkopolskiego rodu Potulickich. W 1486 wieś znajdowała się w dobrach Chodzież w powiecie kcyńskim Korony Królestwa Polskiego. W 1510 należała do parafii Chodzież.
Pierwszy zapis o wsi pochodzi ze źródeł kościelnych. W 1466 biskup poznański Andrzej Bniński nadał kapitule katedry poznańskiej dziesięciny ze wsi Owieczki, Huta, Zawady, Borek i Stróżewo położonych koło Chodzieży. W 1510 miejscowość płaciła biskupom poznańskim dziesięciny w postaci wiardunku po 6 groszy z łanu oraz po groszu od każdej karczmy, a meszne płacono plebanowi.
W 1486, po śmierci rok wcześniej, Przecława Potulickiego majątek dziedziczą jego synowie Stanisław oraz Wojciech Potulicki. Wojciech otrzymuje w działach z bratem Stanisławem miasto Chodzież wraz z wsiami, a w tym m.in. z Stróżewem, po czym zapisuje na tych dobrach posag oraz wiano swej żony Katarzyny. W 1515 Piotr Potulicki zapisał swojej żonie Katarzynie córce Ambrożego Pampowskiego po 2600 florenów posagu i wiana na połowie połowy dóbr chodzieskich należnej mu z działów z bratem Mikołajem, a w tym m.in. na części Stróżewa. W 1542 Mikołaj Potulicki z Chodzieży dał w dożywocie swemu bratu stryjecznemu Przecławowi Potulickiemu dobra Chodzież, a w tym m.in. Stróżewo. W 1550 syn Mikołaja Kasper Potulicki zapisał połowę wsi swojej żonie Urszuli Zbąskiej posag i wiano na połowie należnych mu dóbr z podziału jakiego dokonał z braćmi Stefanem i Piotrem. W 1560 Kasper Potulicki w działach z bratem Stefanem otrzymał Chodzież wraz z przynaleznymi z wsiami, m.in. ze Stróżewem. W 1598 Andrzej Potulicki sprzedał z zastrzeżeniem prawa odkupu Piotrowi Potulickiemu dobra Chodzież, a w tym m.in. Stróżewo.
Miejscowość odnotowano również w historycznych rejestrach poborowych. W 1510 wieś należała do Piotra Chodzieskiego zwanego Potulickim, który posiadał 10 łanów osiadłych, jeden łan opuszczony, dwa łany sołeckie, 9 karczm. W 1564 pobrano we wsi podatki od 7 łanów osiadłych, dwóch łanów sołeckich, dwóch karczm. W 1577 miał miejsce pobór od 7 łanów oraz 2 łanów sołeckich. W 1579 od 5 łanów, 10 zagrodników oraz dwóch łanów sołeckich.
W latach 1975–1998 miejscowość należała do województwa pilskiego.
Wieś sołecka - zobacz jednostki pomocnicze gminy Chodzież w BIP.

## Parafia
We wsi znajduje się poewangelicki kościół pw. MB Szkaplerznej powstały w początku XX w.; ceglany, jednonawowy. Po wojnie mieścił się w nim skład chemikaliów. Od roku 1957 budynkiem administruje Kościół rzymskokatolicki, będący od lat 80. ub. w. jego właścicielem. Parafia ewangelicka istniała w Stróżewie w latach 1911 do 1945, pierwszy (szachulcowy) kościół w miejscu dzisiejszego zbudowano w 1793 r. samodzielną parafię rzymskokatolicką erygowano w 1973.